# 木材破砕機

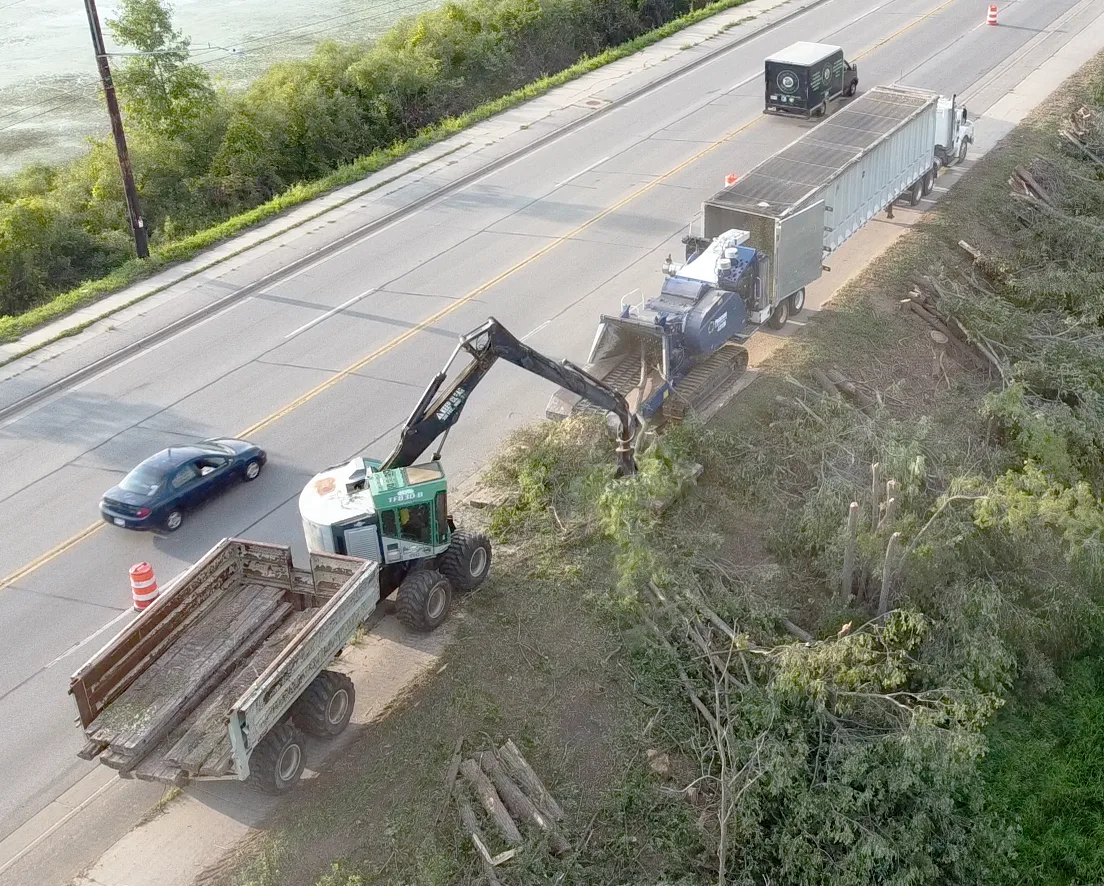
木材破砕機

木材破砕機（もくざいはさいき、英: tree chipper もしくは woodchipper ）は、木材を細かく砕いてチップ状や粉状にする環境機械。
この機械は、製紙、バイオマスエネルギー、農業、造園、建設現場などのさまざまな分野で利用され、小型のものではチッパーや粉砕機という名称で販売されるケースもある。

## 解説
木材（一般に木の枝や幹）をより小さなウッドチップにするために使用される機械である。多くの場合、持ち運びが可能で、トラックやバンの後ろに牽引するのに適したフレームに車輪が取り付けられている。動力は通常、3-1,000 hp（2.2-745.7 kW）の内燃機関を使用する。トラックに搭載され、別のエンジンで動く高出力のチッパー・モデルもある。これらのモデルは通常、油圧ウィンチも備えている。
粉砕機は通常、カラー付きホッパー、粉砕機本体、およびオプションのチップ回収容器で構成されている。木の枝はホッパーに挿入され（カラーは、人間の体の一部をチップ刃から遠ざけるための部分的な安全機構として機能する）、チップ機構に投入される。チップはシュートを通って排出され、トラックに搭載されたコンテナまたは地面に誘導される。一般的なチップの大きさは1 - 2インチ（2.5-5.1 cm）程度である。出来上がった木材チップは、地面の覆いとして敷き詰めたり、抄紙時に消化槽に投入するなど、さまざまな用途がある。
おもな破砕機は、重いフライホイールに蓄えられたエネルギーを利用して作業を行う（ドラムを使用するものもある）。チッピングブレードはフライホイールの表面に取り付けられ、フライホイールは電気モーターまたは内燃機関によって加速される。

大型のウッドチョッパーには、フィードファンネルの喉に溝付きローラーが装備されていることが多い。枝がローラーに掴まれると、ローラーは安定した速度で枝をチッピング・ブレードに運ばれるが、このローラーは安全装置であり、一般に枝が衣服に引っかかった場合のためにリバーシブルになっている。

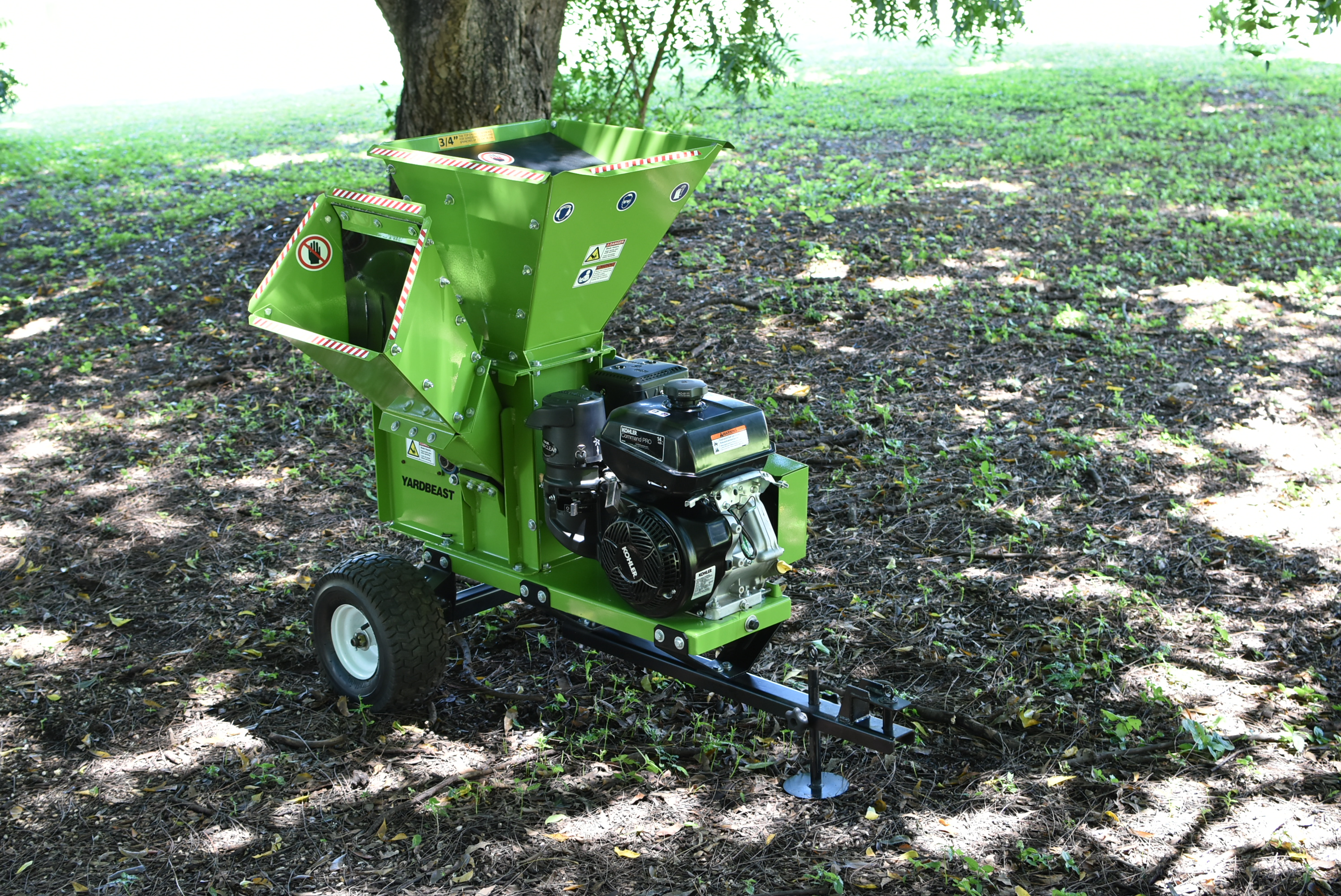
チッパーシュレッダーの構成を示すYardbeast 2090。チッピング用とシュレッダー用の2つの専用供給ホッパーによって区別される。このタイプの機械は、1枚以上のブレードを持つディスクローターと、ハンマーとフレールのクラスターを使用して、材料のサイズを小さくする
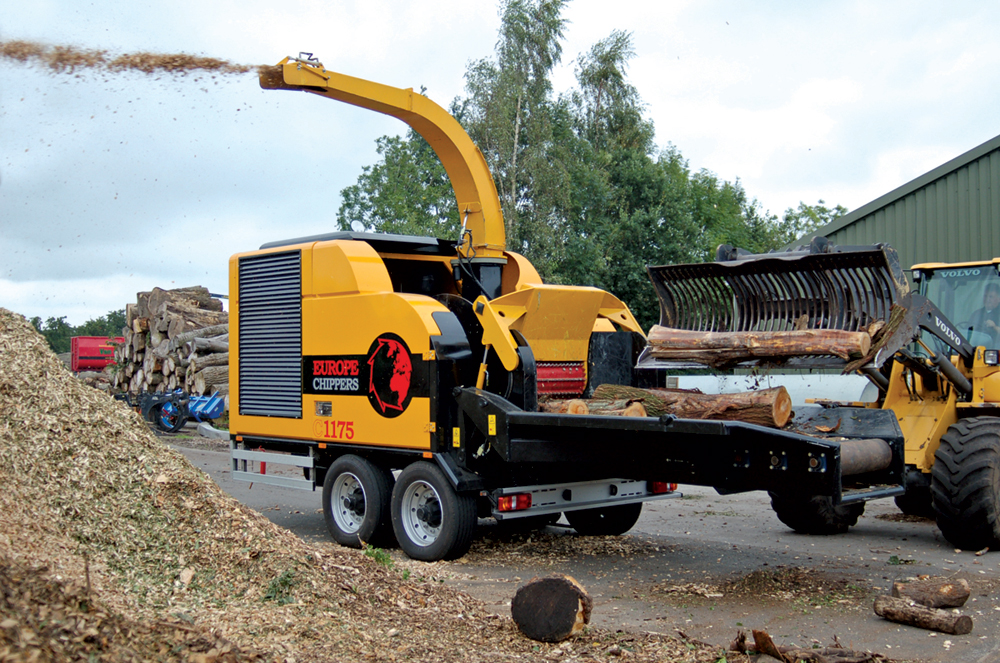
このタイプの機械は、大きな木材をチップ化するために使用される。
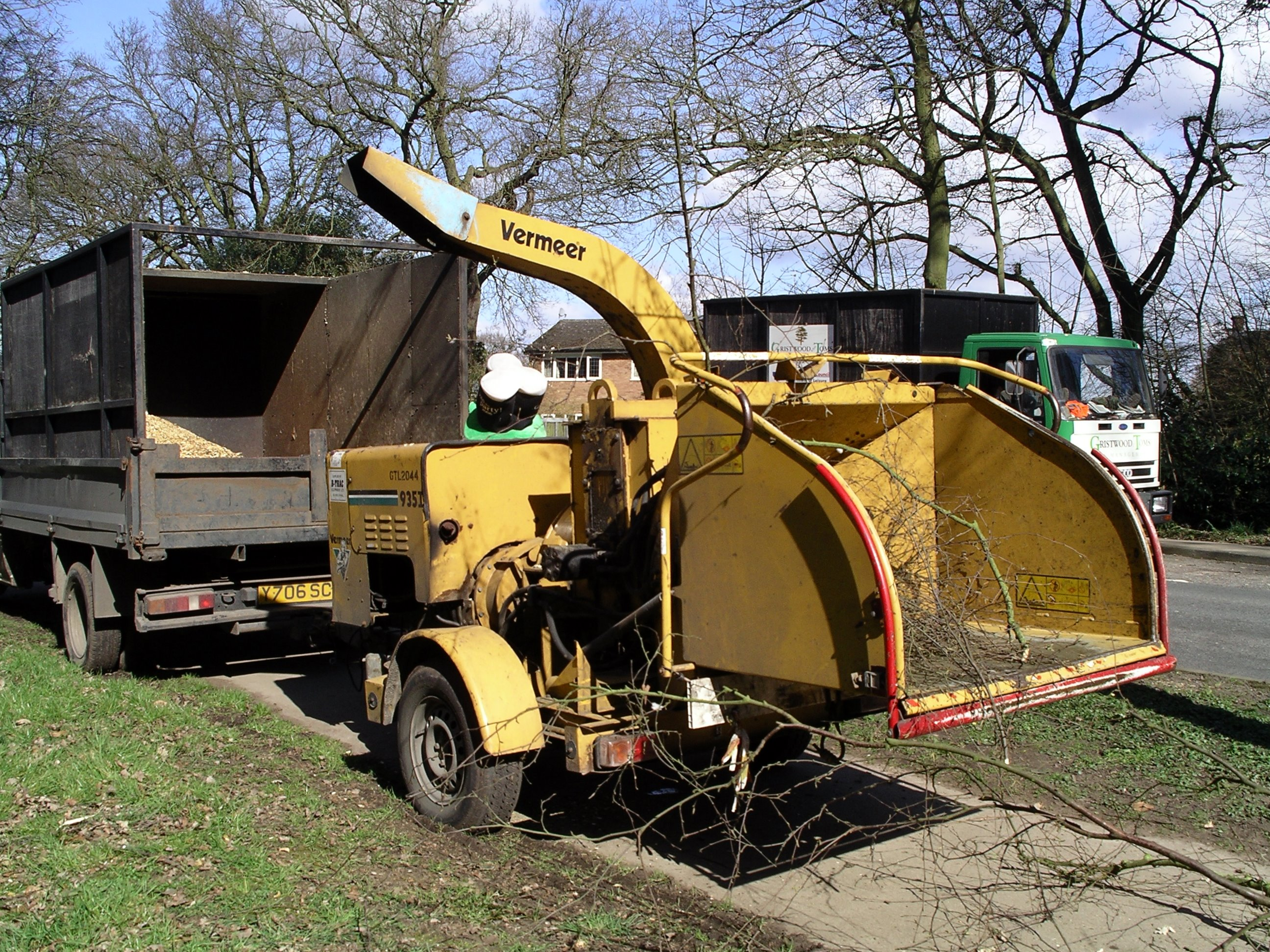
ポータブル薪割り機とトラックの荷台に集められた木材チップ
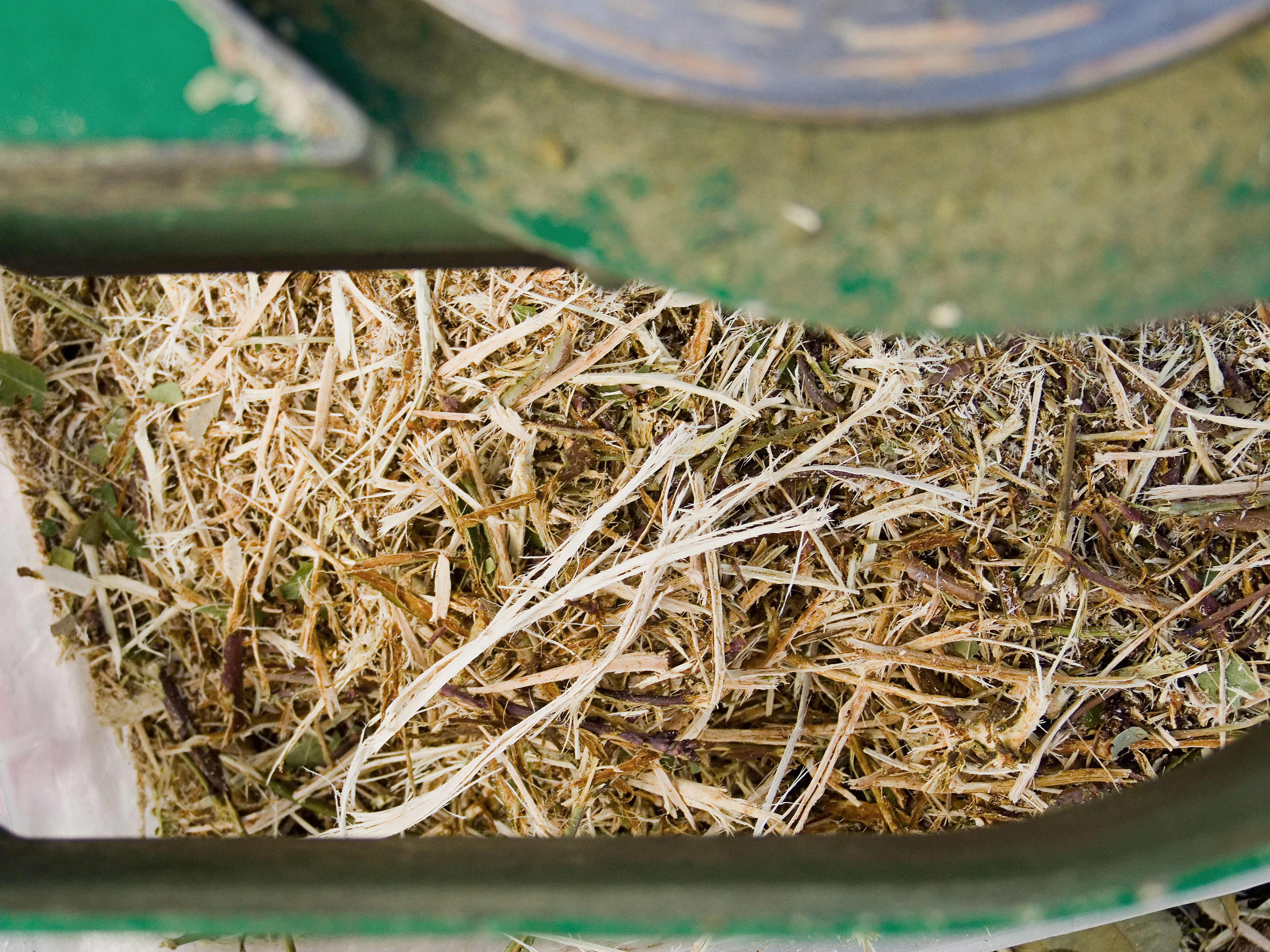
小型の園芸用チッパーから出る木屑
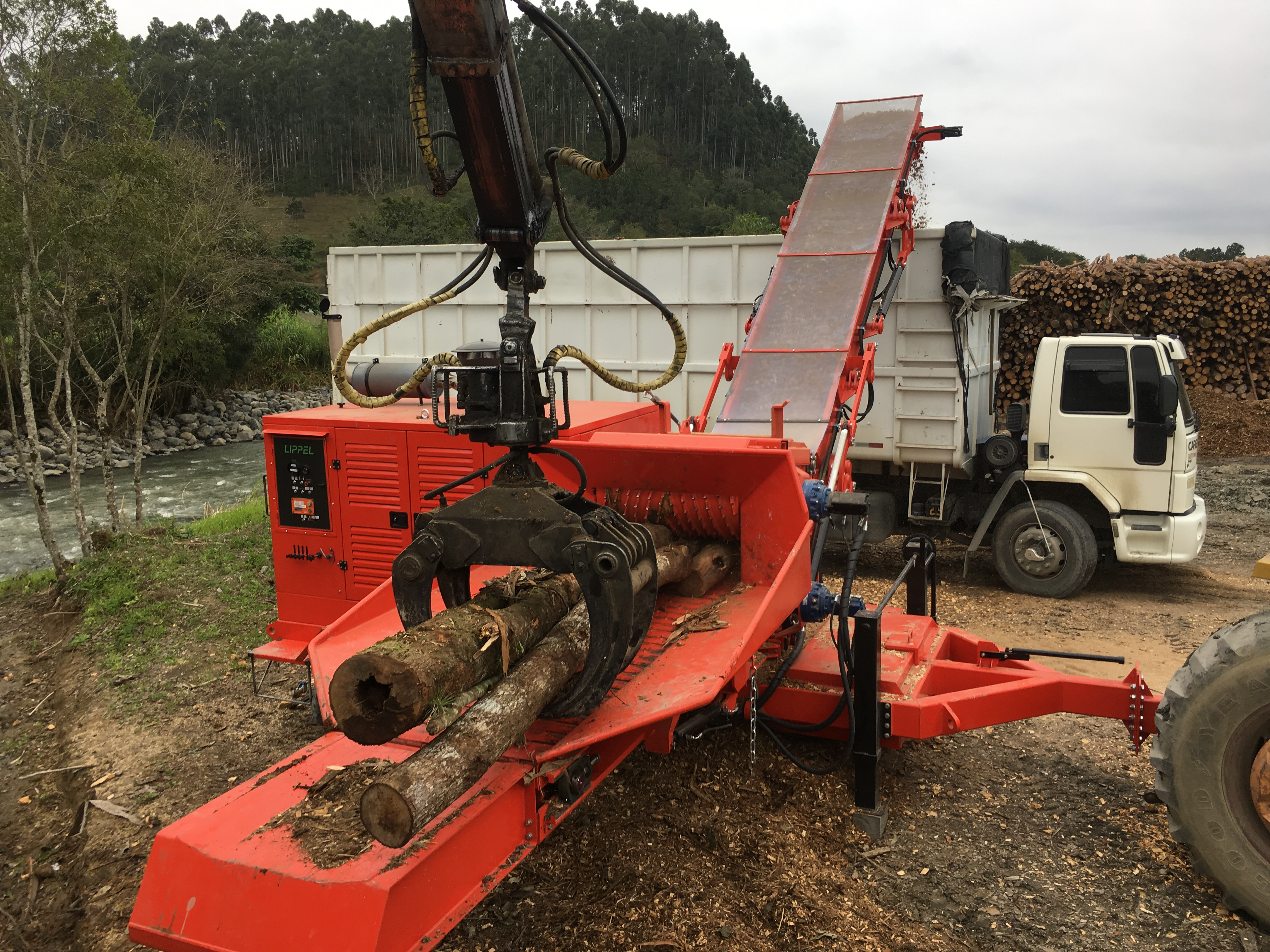
樹木をバイオマスに加工し、エネルギー的に燃焼させるために、横に取り付けられた樹木用チッパー

## 歴史
1884年にペーター・イェンセン（ドイツ、マースビュール）によって発明された"Marke Angeln"はすぐに彼の会社の中核事業となった。

## 用途
- 製紙業: 木材チップを原料にして紙を製造。
- バイオマスエネルギー: 木材チップを燃料として利用し、エネルギーを生産。
- 農業・造園: 木材チップを土壌改良材やマルチング材として利用。
- 廃材処理: 建築廃材や伐採された木材を再利用可能な形に加工。

## 分類

### ディスク型

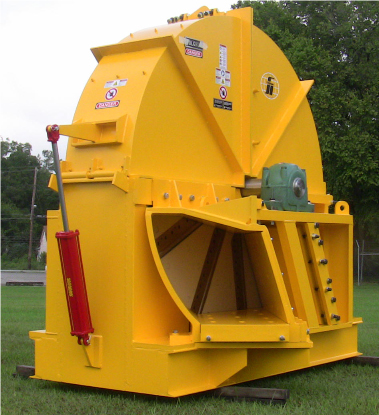
フルガムインダストリー 96インチ（240 cm）-10K CCWチッパー

オリジナルのチッパー設計は、チッピング機構として、ブレードを取り付けたスチールディスクを採用している。この技術は、ドイツ人ハインリッヒ・ウィッガーが1922年に特許を取得した発明にさかのぼる。この設計では（通常は）可逆的な油圧式車輪が、ホッパーから投入される材料に対して垂直に取り付けられたディスクに向かって材料を引き寄せる。ディスクがモーターで回転すると、ディスクの表面に取り付けられたブレードが材料をチップに切断する。チップはディスクの縁にあるフランジによってシュートから排出される。

商用グレードのディスク型チッパーは、通常、材料の直径が15-45 cm (6 - 18インチ) 。工業グレードのチッパー (タブグラインダー) は、直径が最大4 m（160インチ）のディスクが使用でき、3,000-3,700 kW (4,000-5,000 hp) の電力が必要。工業用ディスクチッパーの用途の1つは、パーティクルボードの製造に使用される木材チップを製造することである。

### ドラム式

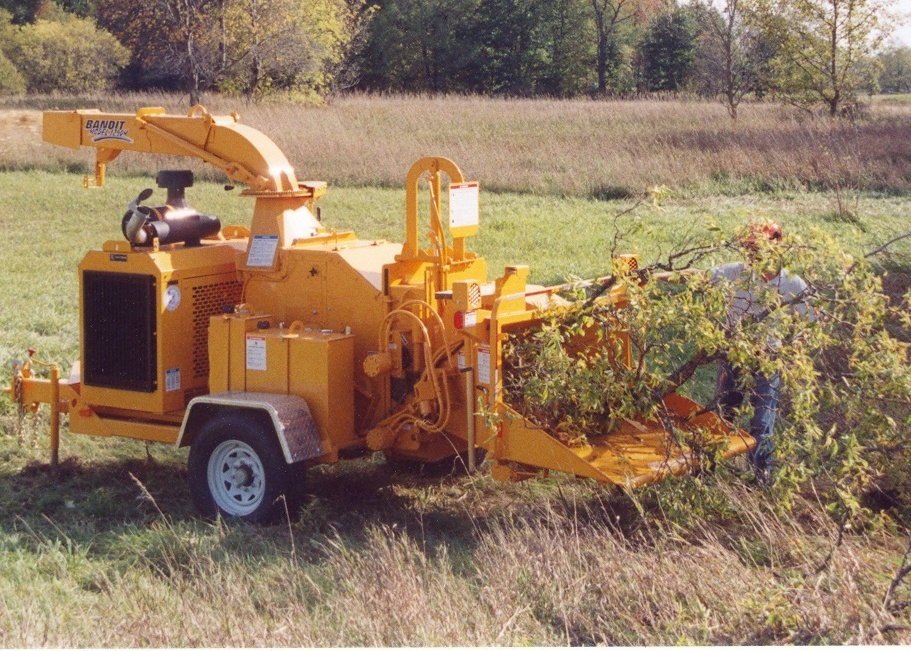
最新の従来型ドラム式チッパー "Bandit Industries Model 1290H"

ドラムチッパーは、モーターで動く大きなスチールドラムからなる機構を採用している。ドラムはホッパーと平行に取り付けられ、シュートに向かって回転する。ドラムの外面に取り付けられたブレードが材料をチップに切断し、チップを排出シュートに押し出す。業務用ドラム式チッパーは通常、原料の直径が9 - 24インチ（23-61 cm）である。
従来型供給ドラムチッパーはドラムを供給機構とし、材料を引っ張りながらチッパーに通すが、これらは材料をドラムに落とすとすぐに速度が上がることから、俗に「チャック・アンド・ダック」（"chuck-and-duck"）チッパーと呼ばれている。このタイプのチッパーには多くの欠点と安全性の問題があり、オペレーターが機械に供給されている材料に引っかかってしまうと、怪我や死亡事故に至る可能性が非常に高い。油圧式供給ドラムチッパーは、従来型供給マシンに大きく取って代わるが、これらのチッパーは油圧駆動ホイールのセットを使用して、チッパードラムへの材料の供給速度を調整する。

### 投入口による分類
- タブ式 - 丸いお椀状のタブ（ホッパー）の中に上から木材を投入して破砕するタイプの破砕機。
- 横投入式 - コンベアに破砕材を投入すると、フィード（送り）ローラーが木材をつかんで送り込みながら破砕。

### 破砕軸による分類
- 1軸式 - 一軸破砕機は回転する刃に対象物を押しつけて細かく砕く装置です。
- 2軸式 - 二軸型破砕機は固定刃が存在せず、2つのローターが並行して設置されています。

### 設置方法による分類
- 自走式 - 多くはクローラ（履帯）を備えており、リモコンで左右前後に自由に移動することができます。
- 定置式 - 機械自体に自走する能力はなく、リフト等で移動させるものと、工場に設置されているものがある。
- 牽引式 - トラック等の車両に牽引されることで、移動が出来るようになっている。

### 動力伝達による分類
- エンジン直結式 - 破砕ドラムがエンジンと直結されている方式
- 油圧式 - 動力を油圧を介して破砕ドラムに動力を伝える方式
- HST式 - 閉回路の油圧回路にて動力を破砕ドラムに伝える方式

### 排出方法による分類
- コンベア
- ブロア

### 破砕刃による分類
- ハンマー刃 - 高速回転するハンマーを使って硬い対象物を叩き割る方式。
- カッター刃 - 非常に鋭利なナイフを先端に装着した刃をドラムもしくはディスクに装着し、木（丸太）を切る方式。
- アクスターナイフ

チッパーは大きさ、種類、容量が大きく異なるが、木材を処理する刃の構造は似ている。形状は長方形で、通常、横1+1⁄2 - 4インチ（3.8-10.2 cm）、長さ6 - 12インチ（15-30 cm）。厚さは3.8-5.1 cmと幅がある。チッパーの刃は高級鋼から作られ、通常、硬度のために最低8％のクロムが含まれている。

## その他

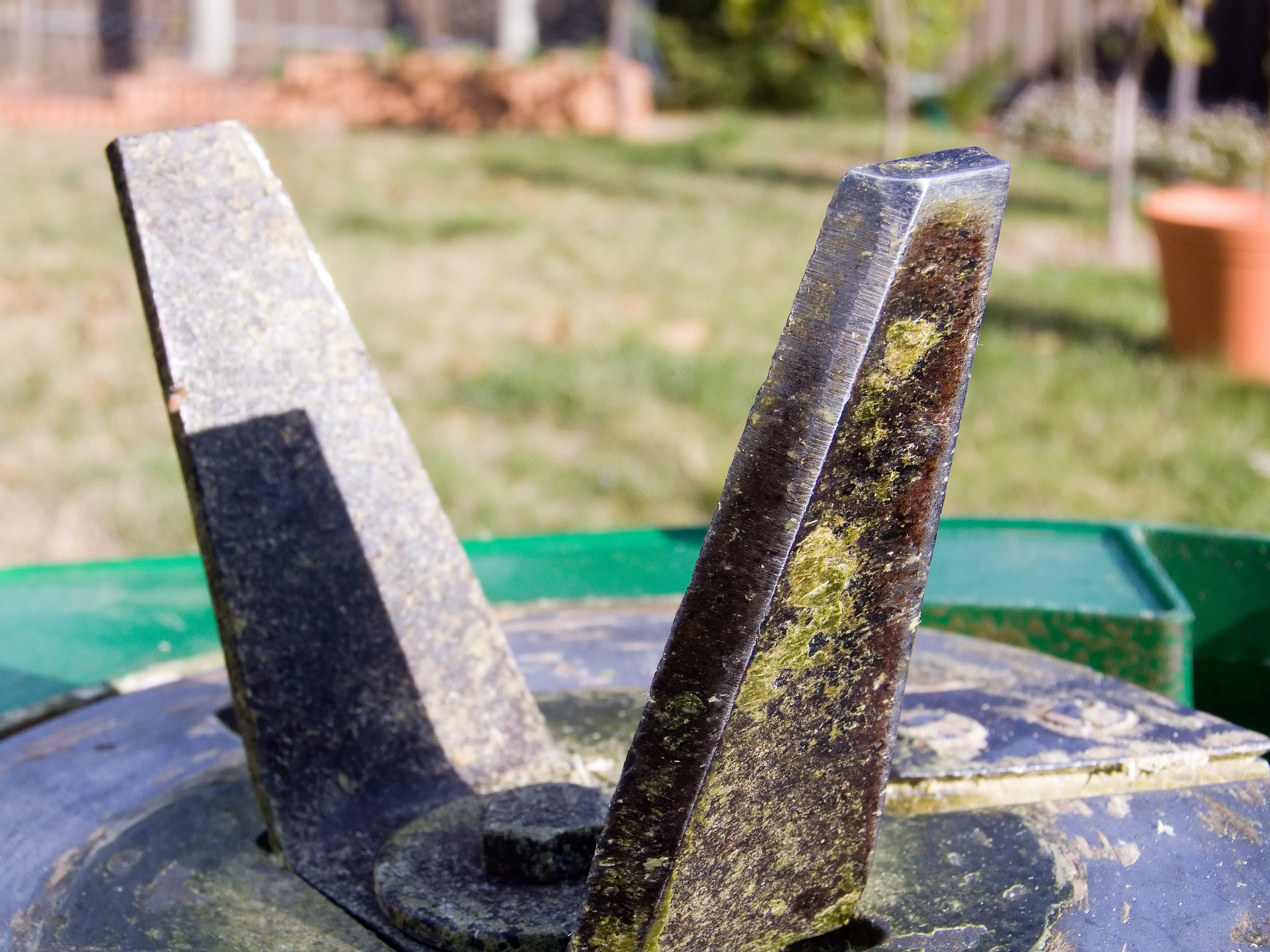
小型電動チッパーの刃。刃は中央のボルトを緩めて取り外すことができ、研いだり交換したりすることができる。

- 特に、カブトムシやその幼虫の侵入が疑われる落枝は、さらなる侵入を防ぐためにチップ化される[6][7]。自治体によっては季節的な使用も含め[8]、必要に応じてチッパーを稼働運用している[9]。
- 『ジャーナル・オブ・ジ・アメリカン・メディカル・アソシエーション（Journal of the American Medical Association）』の2005年の報告によると、アメリカでは1992年から2002年の間に31人がチッパーの事故で死亡しているとしている[10]。
- ジョエル＆イーサン・コーエン監督の映画『ファーゴ』には、ゲアー・グリムスルード役のピーター・ストーメアが、スティーヴ・ブシェミ演じるカール・ショーウォルターの遺体をチッパーに投入する悪名高いシーンがある[11]。同映画の特別版DVDによると、このシーンは1986年のヘラ・クラフツ殺害事件を題材にしているとしている[12]。
- サダム・フセインは自国の反体制派市民を殺害するためにチッパーを使用したとされたが[13][14]、この主張を裏付ける証拠はまったくなかった[15]。
- ホラー映画『タッカーとデイル 史上最悪にツイてないヤツら』（2011年）と『くまのプーさん： Blood and Honey』（2023年）では、凶器としてウッドチッパーを使うシーンが描かれている[16][17]。

## メーカー
- 諸岡
- コマツ
- 大橋
- 日立建機
- 緑産
- Vermeer
- ドップシュタット